# João III de Grailly

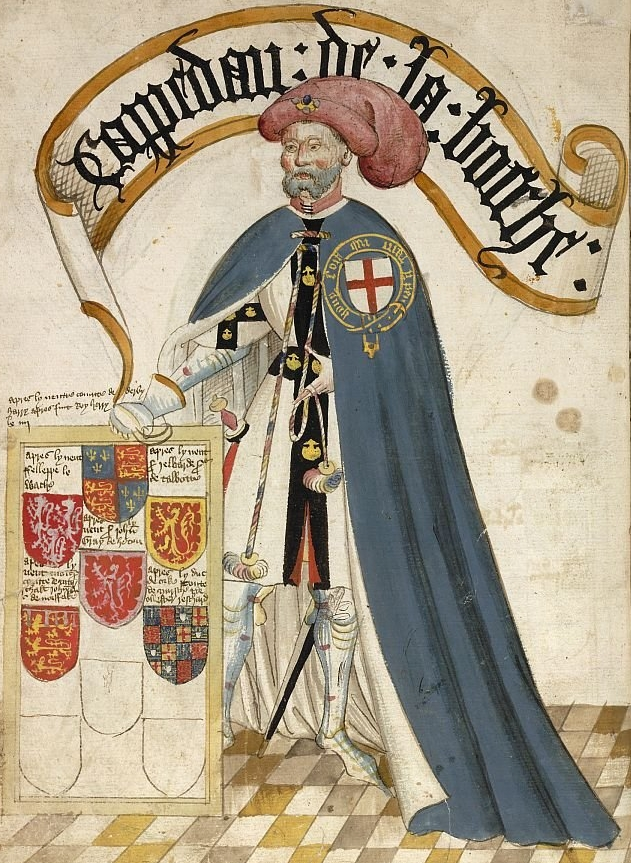
De Grailly.

João III de Grailly (? - 7 de setembro de 1376) , Captal de Buch entre 1343 e 1376, foi um cavaleiro gascão um dos principais líderes militares da Guerra dos cem anos, a serviço de Eduardo, o Príncipe Negro. Segundo o cronista Jean Froissart, João III de Grailly era o modelo de cavaleiro digno e honrado, que encarnava todos os ideais cavalheirescos do século XIV.
Foi uma figura importante na estratégia que levou à vitória inglesa na batalha de Poitiers (1356) e à captura do Rei João II de França. O sucesso fez com que Eduardo III de Inglaterra o elevasse a Conde de Bigorre. Posteriormente, João III de Grailly e o seu primo, o conde de Foix juntaram-se à cruzada dos cavaleiros teutónicos na Prússia. No regresso a França, em 1358, Grailly e Foix intervieram de forma decisiva no cerco de Meaux. O castelo da cidade estava cercado então pelos camponeses revoltados em plena Jacquerie e só a chegada de ambos com os seus homens salvou a família de Carlos V de França, então Delfim e regente da coroa.
Na vitória francesa da batalha de Cocherel (1364), João III de Grailly encontrava-se a serviço de Carlos II de Navarra, um aliado inglês, e foi feito prisioneiro. Para ganhar a sua fidelidade, Carlos V libertou-o sem resgate e nomeou-o Senhor de Nemours. Mas quando Carlos V renovou a guerra com os ingleses ao anular unilateralmente o Tratado de Brétigny (1369), Grailly regressou à causa de Inglaterra e devolveu todos os seus territórios franceses. Para atestar esta renovada confiança, o Príncipe Negro nomeou-o Condestável do Ducado da Aquitânia.
Em 1372, João III de Grailly defendia La Rochelle dos exércitos franceses liderados por Owen de Gales - um inglês renegado ao serviço de França -  quando foi capturado. Levado a Paris, Carlos V recusou estabelecer um resgate para a sua libertação, ao contrário do que ditavam as regras de ética de então, justificando a sua decisão pela traição cometida em 1369. Vários nobres influentes, incluindo Enguerrando VII de Coucy, apelaram ao rei para pelo menos tirar o Captal de Buch da masmorra onde estava encarcerado, em nome da sua honra de cavaleiro. Carlos V aceitou considerar os apelos se Grailly lhe jurasse que nunca mais lutaria contra França. O Captal de Buch recusou fazer tal promessa e morreu, ainda na prisão, quatro anos depois. Após a sua morte, os seus títulos reverteram para tio Archambaud, Conde de Foix.